# Nolens-doctrine

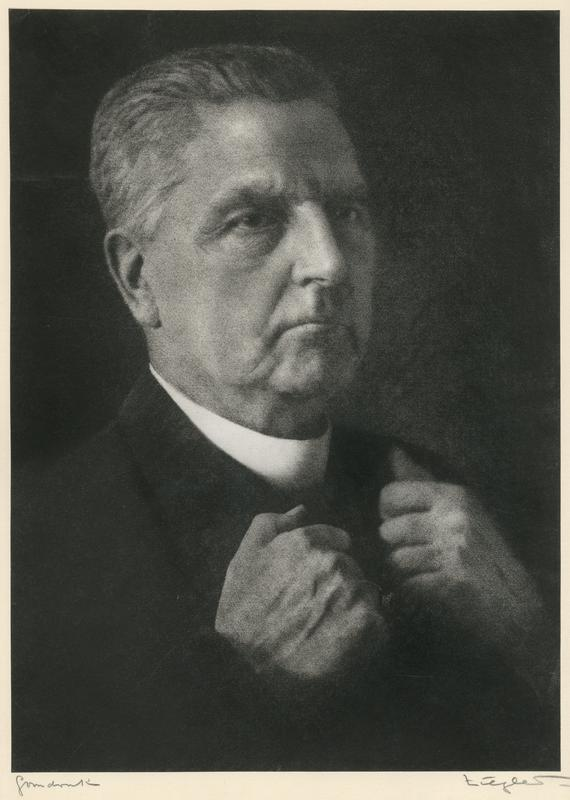
Willem Hubert Nolens

De Nolens-doctrine is een stelling in de Nederlandse politiek dat katholieken alleen met de Sociaal-Democratische Arbeiderspartij (SDAP) in de regering samenwerken in "uiterste noodzaak". De stelling verwijst naar de voorman van de Algemeene Bond van RK-kiesverenigingen, Willem Hubert Nolens. Hij sprak deze stelling uit in 1922 nadat het Bondsbestuur samenwerking wilde verbieden. Het doel van Nolens was dus niet om samenwerking met de sociaaldemocraten uit te sluiten, maar juist om de deur op een kier te zetten. Richting het einde van het interbellum verloor de stelling betekenis, omdat, onder druk van de opkomst van het fascisme en de economische crisis, de SDAP zich verantwoordelijker opstelde en een aantal ideologische obstakels verdwenen. Dit leidde er toe dat tijdens de kabinetsformatie van augustus  1939 het kabinet-De Geer II met zowel SDAP als de opvolger van de Bond, de Roomsch-Katholieke Staatspartij (RKSP), geformeerd werd.
Na de Tweede Wereldoorlog werd nog vaak verwezen naar het citaat van "uiterste noodzaak", op momenten dat de Katholieke Volkspartij (KVP) wel of niet een coalitie vormde met de Partij van de Arbeid. Bij de vorming van de (gedoog)coalitie van VVD, CDA en PVV (Kabinet-Rutte I) in 2010 haalde CDA-leider Maxime Verhagen de Nolens-doctrine nog foutief aan om te rechtvaardigen dat in plaats van met de sociaaldemocratische Partij van de Arbeid (Nederland) (30 zetels) werd samengewerkt met de extreemrechtse Partij voor de Vrijheid (23 zetels).
Politicoloog Hans Daudt maakte de foutief uitgelegde Nolens-doctrine tot theorie in 1980 (ook wel bekend als de Daudt-doctrine), maar deze wordt algemeen verworpen binnen de politicologie.